# 西班牙农业部
农业、渔业和食品部（西班牙語：  Ministerio de Agricultura, Pesca y Alimentación, MAPA ), 是西班牙政府的一個部门，該部門负责提出和执行政府关于农业、畜牧业和渔业资源、食品工业、农村发展和食品的政策。